# Firepower
Firepower är det brittiska heavy metal-bandet Judas Priests artonde studioalbum och släpptes den 9 mars 2018.

## Låtlista
Alla låtar är komponerade av Glenn Tipton, Rob Halford och Richie Faulkner.
| Nr           | Titel               | Längd |
| ------------ | ------------------- | ----- |
| 1.           | Firepower           | 3:27  |
| 2.           | Lightning Strike    | 3:29  |
| 3.           | Evil Never Dies     | 4:23  |
| 4.           | Never the Heroes    | 4:23  |
| 5.           | Necromancer         | 3:33  |
| 6.           | Children of the Sun | 4:00  |
| 7.           | Guardians           | 1:06  |
| 8.           | Rising from Ruins   | 5:23  |
| 9.           | Flame Thrower       | 4:34  |
| 10.          | Spectre             | 4:25  |
| 11.          | Traitors Gate       | 5:43  |
| 12.          | No Surrender        | 2:54  |
| 13.          | Lone Wolf           | 5:09  |
| 14.          | Sea of Red          | 5:51  |
| Total längd: | Total längd:        | 58:20 |